# Florin Popescu
Florin Popescu (Iancu Jianu, Olt, 30 de agosto de 1974) é um velocista romeno na modalidade de canoagem.
Foi vencedor da medalha de Ouro em C-2 1000 m e C-2 500 m em Sydney 2000 junto com o seu companheiro de equipe Mitică Pricop.